# Rangiroa (comuna)
Rangiroa é uma comuna da Polinésia Francesa, no arquipélago de Tuamotu. Estende-se por uma área de 139 km², com  3.210 habitantes, segundo os censos de 2007, com uma densidade de 23 hab/km².